# Dietrichsteinský palác (Hradčany)
Dietrichsteinský nebo také Dromsdorfský palác, či Kleovský dům, je renesanční palác, který se nachází v Praze na Hradčanech, ulice Loretánská č. 176/7. Je chráněn od roku 1964 jako kulturní památka České republiky.

## Historie a popis
Na místě dvou zpustlých gotických domů ze 14. století nechali ve druhé polovině 16. století postavit Šlikové vrcholně renesanční dům. Ten později získali Lobkovicové, kteří jej v 1. čtvrtině 17. století (za Benigny z Lobkowicz) přestavěli pozdně renesančně. Dům poté přešel do majetku Martiniců a v 80. letech 17. století se stal majetkem Kolovratů. Kolem roku 1700 byly provedeny raně barokní úpravy. V roce 1741 získali objekt Ditrichštejnové. V 19. století byly prostory paláce rozděleny a vzniklo v nich několik bytů.
Čtyřkřídlý dům s čtvercovým dvorem je dvoupatrový. Severní průčelí do svažující se Loretánské ulice má pět os s nepravidelně rozmístěnými sdruženými okny. Asymetricky poněkud vlevo umístěný vstupní portál má výrazné bosování, nad ním je štuková kartuš se znakem Kolowratů.
Ve 20. století byly interiéry několikrát přestavěny, ale ve dvou místnostech se zachovaly gotické klenby a ve druhém patře jsou pozůstatky dřevěných malovaných barokních stropů z konce 17. století.